# Zygonyx
Zygonyx – rodzaj ważek z rodziny ważkowatych (Libellulidae).

## Podział systematyczny
Do rodzaju należą następujące gatunki:
- Zygonyx annika
- Zygonyx asahinai
- Zygonyx atritibiae
- Zygonyx chrysobaphes
- Zygonyx constellatus
- Zygonyx denticulatus
- Zygonyx dionyx
- Zygonyx elisabethae
- Zygonyx eusebia
- Zygonyx flavicosta
- Zygonyx geminuncus
- Zygonyx hova
- Zygonyx ida
- Zygonyx ilia
- Zygonyx immaculata
- Zygonyx iris
- Zygonyx luctifer
- Zygonyx natalensis
- Zygonyx ranavalonae
- Zygonyx regisalberti
- Zygonyx speciosus
- Zygonyx takasago
- Zygonyx torridus
- Zygonyx viridescens